# الی میدی
اَشلی شاندرل لوتر (به انگلیسی: Ashley Shandrel Luther؛ زاده ۱۵ آوریل ۱۹۸۸ - درگذشت ۱ مارس ۲۰۱۹) که بیشتر با نام اِلی مِیدِی (به انگلیسی: Elly Mayday) شناخته می‌شود، کنشگر در زمینه سلامت زنان و مدل اهل کانادا بود. او در طول فعالیتش به عنوان مدل برای مبارزه‌اش با بیماری سرطان تخمدان شناخته شده بود و اغلب با زخم‌های جراحی و بدون موی‌سر که ناشی از شیمی‌درمانی بود، از او عکس‌برداری می‌شد.

## زندگینامه
او در ۱۵ مارس ۱۹۸۸ میلادی در مزرعه‌ای در نزدیکی ایلسبوری در استان ساسکاچوان به دنیا آمد. او سه برادر داشت و خانواده او مزرعه‌دار و صاحب یک رستوران بودند و مادرش هنرمند بود. اشلی در ۱۳ سالگی به مدرسه شبانه‌روزی رفت و در دانشگاه در رشته‌های مطالعات جنسیت و روان‌شناسی دانش کسب‌کرد و پس از آن با برادرش در ونکوور زندگی می‌کرد.

## مدلینگ
او در ۲۳ سالگی همزمان هم به عنوان مهماندار هواپیما در سان‌وینگ ایرلاینز کار می‌کرد و هم به عنوان مدل فعالیت می‌کرد. به او گفته‌شده بود که به اندازه کافی لاغر و قد بلند نیست تا در کار مدلینگ سنتی فعالیت کند اما برای مدلینگ پین‌آپ مناسب است. او همچنین موضوع اصلی مستندی به نام یک ۱۴ عالی بود که در باره زندگی او و مبارزه‌اش با سرطان ساخته‌شده بود.

## مرگ
اشلی در ونکوور در ۱ مارس ۲۰۱۹ میلادی در ۳۰ سالگی در اثر بیماری سرطان درگذشت.

## نگارخانه

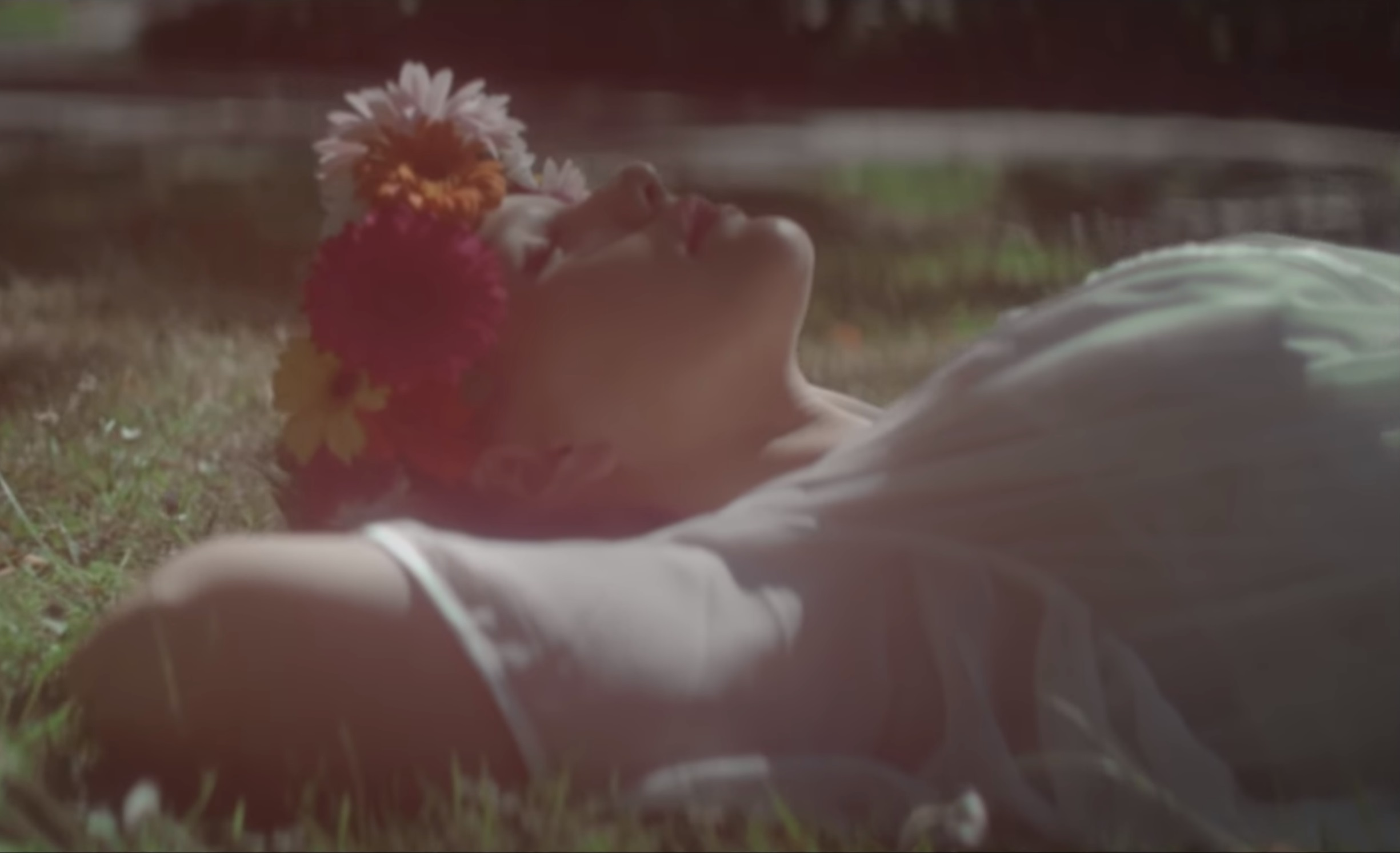
الی میدی در مستند یک ۱۴ عالی
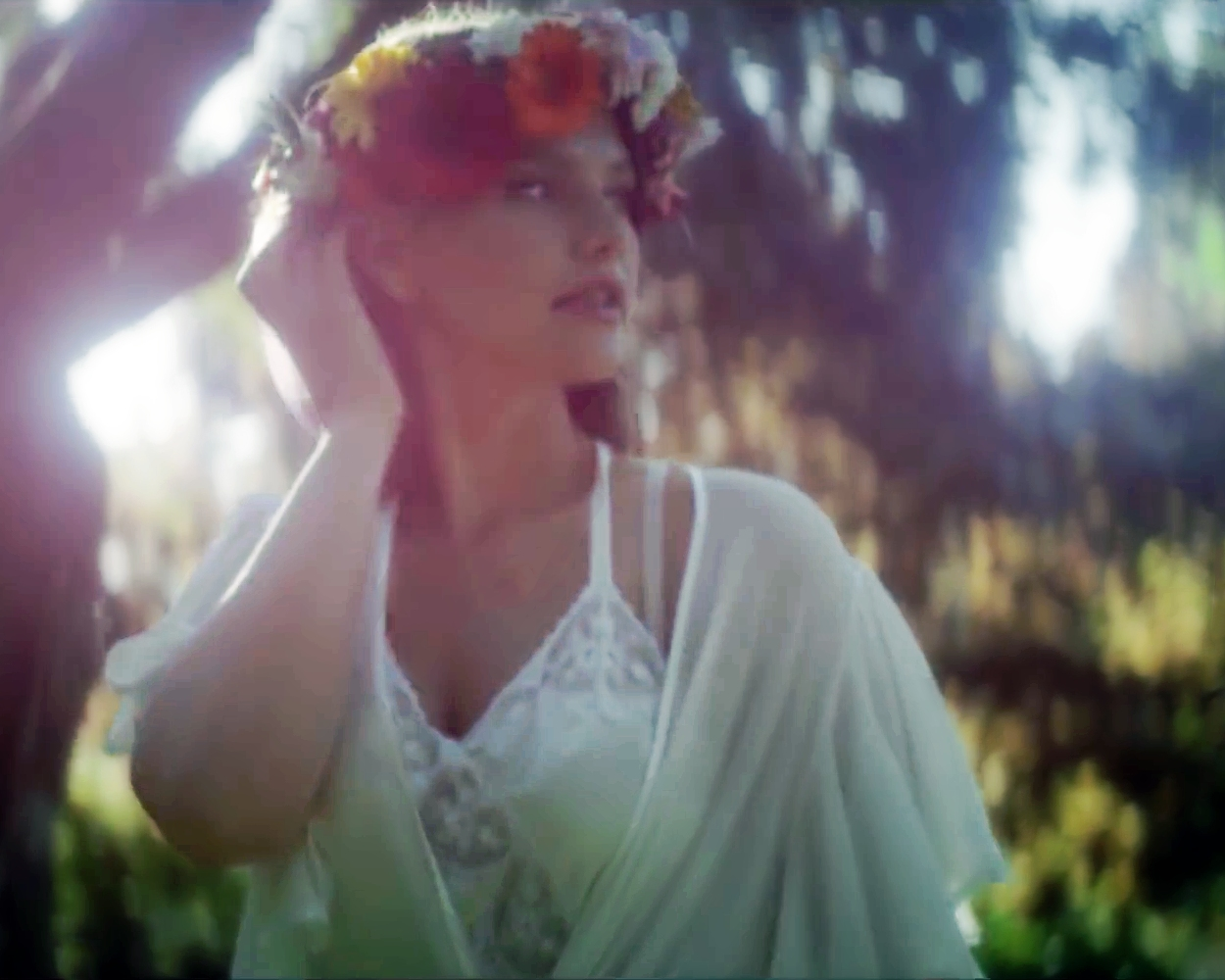
الی میدی در مستند یک ۱۴ عالی